# Benjamin Publications AS
Benjamin Publications AS er et norsk publikationsfirma, baseret i Oslo. Virksomheden har tidligere ejet det danske forlag Benjamin Media.
| Firma | Spire Denne artikel om et firma eller en virksomhed i Norge er en spire som bør udbygges. Du er velkommen til at hjælpe Wikipedia ved at udvide den. |